# 보리스 푸고
보리스 카를로비치 푸고(러시아어: Борис Карлович Пуго, 라트비아어: Boriss Pugo, 1937년 2월 19일~1991년 8월 22일)는 소련의 공산주의 내무장관이자 정치인으로, 트베리 출신이다. 1991년 8월 쿠데타의 여파에 따라 자살한 것으로 밝혀진 것으로 보인다. 한 때에는 레닌 훈장에 수훈을 받은 것으로 알려져 왔다.